# Смолиці (Малопольське воєводство)
Смолиці (пол. Smolice) — село в Польщі, у гміні Затор Освенцимського повіту Малопольського воєводства.
Населення — 671 особа (2011).

## Історія
У 1975-1998 роках село належало до Бельського воєводства, підпорядковувалося районній адміністрації в Освенцимі.

## Демографія
Демографічна структура станом на 31 березня 2011 року:
|          | Загалом | Допрацездатний вік | Працездатний вік | Постпрацездатний вік |
| -------- | ------- | ------------------ | ---------------- | -------------------- |
| Чоловіки | 336     | 87                 | 224              | 25                   |
| Жінки    | 335     | 56                 | 208              | 71                   |
| Разом    | 671     | 143                | 432              | 96                   |